# Macromedia FreeHand
Macromedia FreeHand (FH) és un programa informàtic de creació d'imatges mitjançant la tècnica de gràfics vectorials. Gràcies a aquesta tècnica, la grandària de les imatges resultants és escalable sense pèrdua de qualitat, fet que té aplicacions en gairebé tots els àmbits del disseny gràfic: identitat corporativa, pàgines web (incloent animacions Flaix), rètols publicitaris, etc.

## Història

### Altsys i Aldus FreeHand
El 1984, James R. Von Ehr fundar Altsys Corporation per desenvolupar aplicacions gràfiques per a ordinadors personales. Amb la seva seu a Plano, Texas, la companyia inicialment va produir programari d'edició i conversió de tipus de lletra; Fontastic Plus, Metamorfosi i Art Importer. El seu primer paquet de disseny de tipus PostScript, Fontographer, va ser llançat el 1986 i va ser el primer programa d'aquest tipus del mercat. Amb el fons PostScript establert amb Fontographer, Altsystambién va desenvolupar FreeHand (originalment anomenat Obra mestra) com un programa d'il·lustració basat en PostScript de Macintosh que utilitzava corbes de Bézier per al dibuix i era similar a l'Adobe Illustrator.
FreeHand va ser anunciat com "... un programa de gràfics Macintosh que es descriu com que té totes les característiques d'Adobe Illustrator més eines de dibuix com Mac Paint i Mac Draft i efectes especials similars als de Cricket Draw". Seattle Aldus Corporation va adquirir un acord de llicència amb Altsys per llançar FreeHand juntament amb el seu producte insígnia, Pagemaker, i Aldus FreeHand 1.0 va ser llançat el 1988.
L'associació entre ambdues companyies va continuar amb Altsys desenvolupant FreeHand i amb Aldus controlant el màrqueting i les vendes. Després de 1988, es va produir un intercanvi competitiu entre Aldus FreeHand i Adobe Illustrator a la plataforma Macintosh amb cada programari llançant noves eines, aconseguint una major velocitat i combinant característiques significatives. El desenvolupament per a Windows PC també va permetre a Illustrator 2 (també conegut com a Illustrator 88 a Mac) i FreeHand 3 llançar versions de Windows al mercat de gràfics. 

### Macromedia Freehand
Quan Adobe Systems va comprar Aldus i la seva cartera de productes, es van veure obligats a desprendre de FreeHand que se situava en competència directa amb un dels productes originals més importants de l'empresa (Adobe Illustrator), una cosa que fins i tot podia constituir un indici de pràctiques monopolistes. Després de la intervenció de la Comissió Federal de Comerç dels Estats Units, el programa va tornar a les mans d'Altsys, que posteriorment el va vendre el 1994 a Macromedia.
Això va ser una nova oportunita per a FreeHand i Fontographer en profitar dels amplis recursos de màrqueting, vendes i en contra la concurrència d'Adobe-Aldus. Altsys va romandre a Richardson, amb el nom nou de Digital Arts Group of Macromedia i seria responsable del desenvolupament de FreeHand. Macromedia va rebre 200.000 clients de FreeHand i va expandir la seva línia tradicional de productes de programari de gràfics multimèdia per a il·lustració i disseny de gràfics. El cap, James Von Ehr en va esdevenir el vicepresident fins al 1997 quan va començar una altra empresa.
Macromedia va continuar desenvolupant el programa des de la versió 5.5 fins a la MX. No obstant això, des de 2003 fins a 2006, ha mostrat poc interès en el desenvolupament del producte, malgrat això ha mantingut la seva quota de mercat gràcies a l'excel·lent integració amb la resta dels productes de la firma (com Flash o Fireworks ).D'aquesta manera, FreeHand no ha estat actualitzat juntament amb les altres eines ni en el paquet "MX 2004" ni en el "Studio 8", romanent estancat en la versió "MX".

### Adobe Freehand
El 18 d'abril de 2005, Adobe Systems va anunciar un acord per adquirir Macromedia en un intercanvi d'accions valorat en al voltant de 3.4 mil milions de USD., col·locar al producte en una posició "incòmoda" (de nou en competència amb Illustrator). El Departament de Justícia va reglamentar la transacció que es va produir 10 anys després de la decisió de la Comissió Federal de Comerç de 1994 que prohibia a Tova adquirir FreeHand.  L'adquisició va tenir lloc el 3 de desembre de 2005 i Tova va integrar les operacions, xarxes i organitzacions d'atenció al client de les empreses poc després.  Tova va adquirir FreeHand juntament amb tota la línia de productes de Macromedia que incloïa Flaix, Dreamweaver i Fireworks, però sense incloure Fontographer , a la qual FontLab Ltd. va atorgar la llicència amb una opció per comprar tots els drets.
El futur de FreeHand es va veure abocat a la desaparició. Es va continuar venent sota el mateix nom de FreeHand MX però sense cap nova funció des del seu últim llançament i sense exhibir molt la seva existència. La idea era que tots els usuaris de FreeHand passessin a ser usuaris d'Adobe Illustrator (Ai) , amb el que, al final, en el terreny del disseny gràfic, tot l'espai del disseny vectorial quedaria en mans d'aquest últim i de CorelDraw (disponible només en versió per a Windows). No obstant això, i malgrat aquesta política d'Adobe, un importantíssim grup d'usuaris de tot el món va continuar aferrat a FreeHand.

## Controvèrsia
El 2009 es va llançar una campanya per la salvació de FreeHand i es va formar una comunitat d'usuaris al voltant de l'organització FreeFreehand.org que va presentar una demanda civil antimonopoli contra Adobe Systems, Inc. al·legant que "Adobe havia violat les lleis antimonopoli federals i estatals al abusar de la seva posició dominant en el mercat de programari d'il·lustració gràfica professional ". Tot i les peticions abans esmentades amb l'adveniment de Flash Player 11 a l'octubre de 2011, Adobe va abandonar intencionalment el suport per contingut SWF creat per FreeHand suposadament amb l'objectiu d'instar a la transició a la seva Adobe Illustrator . A principis de 2012, la demanda iniciada per Free FreeHand Organization va donar com a resultat un acord amb Adobe Systems, Inc., pel qual els membres del grup van rebre descomptes per als productes d'Adobe i una promesa de desenvolupament de productes de Adobe Illustrator (Ai) .d'acord amb les seves sol·licituds.

## Historial de versions
| Icona                                                         | Versió            | Empresa               | Any de llançament                                     | Plataformes | Funcions notables |
| FreeHand 1.0                                                  | Aldus             | 1988                  | Mac US                                                | - Treballar en manera de vista prèvia - Suport complet per al color del procés CMYK i les separacions de quatre colors |                   |
| FreeHand 2.0 (actualització: 2.0.2)                           | Aldus             | 1988                  | Mac US                                                | - Mescles editables. - Importació de TIFF - Farciments personalitzats i farciments de mosaic. |                   |
| FreeHand 3.0 (actualització: 3.1.1)                           | Aldus             | 1991                  | Mac US , Windows                                      | - Diverses pàgines en qualsevol grandària i orientació. |                   |
| FreeHand 4.0 (actualització: 4.0b)                            | Aldus             | 1994                  | Mac US , NeXTtambién conegut com a "Virtuós", Windows | - Un àrea quadrada de 54 polzades per a pàgines de documents, adaptable a 24 pàgines de grandària carta amb espai addicional per a articles de cartró. - Ajustar els paràgrafs dins de les columnes en taules. Ajust automàtic de text a la caixa. |                   |
| FreeHand 5.0 (actualitzacions: 5.0.2 i 5.5)                   | Macromedia        | 1995                  | Mac US , Windows                                      | - Eina Ganivet: tanca automàticament els camins que curta. - Copiar i pegar atributs d'un objecte a un altre. - Els objectes poden ajustar-se a objectes i guies. - Eina de perspectiva per a objectes. - Documents vists en fins a vuit finestres diferents. - Les capes individuals es veuen com Keyline o Vista prèvia. - Zoom fins a 1,638,400%. Atrapament automàtic. - Eina Comptagotes recull colors d'imatges importades. - Farciments graduats i radials amb fins a 64 colors. Versió 5.5: (Versió Mac només) - Importació de PDF - Acceptar plug-ins de Photoshop, per controlar escáneres o aplicar filtres a les imatges. - Col·locar objectes dibuixats dins de blocs de text perquè flueixin amb el text. - Exportar pàgines o objectes com a imatges de mapa de bits. |                   |
| FreeHand 6.0                                                  | Macromedia        | només existia en beta |                                                       | |                   |
| FreeHand 7.0 (actualització: 7.0.2)                           | Macromedia        | 1996                  | Mac US , Windows                                      | - Arrossega i solta entre FreeHand i Photoshop. - Mescla entre colors plans. - Mescla entre gradients. - Buscar i reemplaçar atributs d'objectes. - Exportar FreeHand a Shockwave (Flaix). |                   |
| FreeHand 8.0 (actualització: 8.0.1b)                          | Macromedia        | 1998                  | Mac US , Windows                                      | - Transparència en vectors i objectes de mapa de bits. - Usa símbols per repetir elements. - Mànega gràfica per ruixar símbols. - Remodelar l'eina per empènyer i tirar de les rutes - Assignar drecera de teclat a qualsevol comando. - Arrossega i solta les seleccions de Photoshop en un document de FreeHand. - Quadre de diàleg Uso d'imatge - Recollir per a la funció de Sortida. - Magnifiqui la lent per crear una còpia en viu, "ampliada" de qualsevol àrea. |                   |
| FreeHand 9.0 (actualitzacions: 9.0.1 Mac i 9.0.2 Win)         | Macromedia        | 2000                  | Mac US , Windows                                      | - Agregar hipervínculos als objectes i exporti a PDF, HTML o Flaix. - Exportar a Photoshop amb capes intactes. - Eina Llaç per seleccionar àrees de forma lliure. - Eina Magic Wand per seleccionar objectes. - L'eina Sobre distorsiona els gràfics i el text editable. - Quadrícules de perspectiva que remodelen objectes a mesura que edita la quadrícula. - Exportar diverses pàgines en HTML - Exportar capes i mescles com a animació Flaix. - Convertir un document a escala de grisos. |                   |
| FreeHand 10.0 (actualització: 10.0.1)                         | Macromedia        | 2001                  | Mac US , Mac US X , Windows                           | - Pàgines mestres - Biblioteca de símbols. - Imprimir una àrea d'una pàgina. |                   |
| FreeHand 11.0 (MX) (actualitzacions: 11.0.1 i 11.0.2 en 2004) | Macromedia / Tova | 2003                  | Mac US , Mac US X , Windows                           | - Eina per a efectes 3D - Edició de degradats directament dins d'un objecte. - Estils d'articles. - Connector Lines per unir objectes i moure's juntament amb ells. - Eina esborrador per esborrar porcions d'objectes vectorials. |                   |